# 2004 na Alemanha
Esta é uma cronologia dos fatos acontecimentos de ano 2004 na Alemanha.

## Eventos
- 27 de fevereiro: O chanceler alemão Gerhard Schröder e o presidente americano George W. Bush reúnem-se em sua primeira reunião na Casa Branca.
- 29 de fevereiro: A eleição estadual ocorre em Hamburgo.
- 9 de junho: Um ataque a bomba no bairro dos residentes turcos em Colônia deixa 22 feridos.[1][2]
- 2 de agosto: Os protestos contra as reformas Hartz IV começam com a participação de cerca de 10.000 pessoas.